# Walter Hollitscher
Walter Hollitscher  (16 de mayo de 1911-6 de julio de 1986) fue un filósofo de la ciencia, educador, periodista y psicoanalista  austríaco.
Era el hijo menor de una familia vienesa  protestante. Después de que sus padres se separaron, su padre se mudó con él a Praga.  En 1929 comenzó a estudiar biología, medicina y filosofía en la Universidad de Viena. Se afilió al Partido Comunista de Austria y se hizo amigo de destacados intelectuales como Ernst Fischer y Elias Canetti. En 1933 se doctoró en la Universidad de Viena con una tesis "Sobre las razones y causas de la disputa sobre el principio causal en el presente", que fue revisada por Moritz Schlick y Robert Reininger.Igualmente aprobó el examen estatal de psicología y psicoanálisis. Después de la anexión de Austria a la Alemania Nazi tuvo que emigrar, primero a Zurich y luego a Londres.
Desde 1945 trabajó en el Instituto de Ciencias y Arte de Viena. En 1949 aceptó un puesto en la RDA en Universidad Humboldt de Berlín, donde trabajó como profesor titular de lógica y epistemología y director del instituto filosófico hasta 1953.. Era amigo de Paul Feyerabend que le atribuyó su “conversión” filosófica del positivismo al realismo.
Después de su regreso a Viena, Hollitscher fue consultor científico y miembro del Comité Central del KPÖ. Desde 1965 hasta 1984, Hollitscher pasó varios meses al año como profesor invitado de problemas filosóficos en ciencias naturales en la Universidad de Leipzig (entonces llamada Universidad Karl Marx). Allí recibió el doctorado honoris causa en 1971. Hollitscher también fue Canciller del Instituto Internacional para la Paz, que tuvo su sede en Viena.
Walter Hollitscher murió en 1986 en Viena. Su tumba se encuentra en el Cementerio Central de Viena .

## Selección de obras
- Über Gründe und Ursachen des Streites um das Kausalprinzip in der Gegenwart, 69 S. Wien, Phil. Diss.1934
- Informe del Comité para una Navidad para los refugiados internados, Londres: Dugdale & Marsland Ltd. 1941
- Notas sobre la educación en Austria (compiladas por RF Bayer y W. Hollitscher). Publicado por el Comité de Educación del Movimiento Austriaco Libre en Gran Bretaña, o. D. 1942
- Die Natur im Weltbild der Wissenschaft Wien, Globus Verlag 1960
- Die Entwicklung im Universum Berlin, Aufbau Verlag 1951
- Marxistische Religionssoziologie Wien 1967
- Aggression im Menschenbild Marx, Freud, Lorenz Frankfurt/Main Marxistische Blätter 1970
- Zur Kritik des zeitgenössischen Biologismus Berlin 1972
- Vom Nutzen der Philosophie und ihrer Geschichte Einleitungsvorlesung im Kursus über „Problemgeschichte und Geschichtsprobleme der europäischen Philosophie“, gehalten an der Abteilung für Wissenschaftstheorie des Instituts für Wissenschaft und Kunst in Wien, WS 1946/47. Wien Verlag Willy Verkauf 1947
- Über die Begriffe der psychischen Gesundheit und Erkrankung Eine wissenschaftslogische Untersuchung. Wien Gerold & Co 1947
- Jugoslawien im Aufbau Tagebuch einer Studienreise Wien Verlag der Österreichisch-Jugoslawischen Gesellschaft 1948
- Rassentheorie im Lichte der Wissenschaft Wien Verlag Willy Verkauf, Wien 1948
- Wissenschaftlich betrachtet 64 gemeinverständliche Aufsätze über Natur und Gesellschaft. Berlin Aufbau-Verlag 1951
- Wissenschaft und Sozialismus – heute und morgen Hg. von der KPÖ. Wien 1958
- Der Mensch im Weltbild der Wissenschaft Wien Globus-Verlag 1969
- Tierisches und Menschliches Essays Wien Globus-Verlag 1971
- Kain oder Prometheus? Zur Kritik des zeitgenössischen Biologismus Berlin Akademie-Verlag 1972
- Sexualität und Revolution Frankfurt/M. Verlag Marxistische Blätter 1972
- Grundbegriffe der marxistischen politischen Ökonomie und Philosophie Wien Globus-Verlag 1974
- Der überanstrengte Sexus Die so genannte sexuelle Emanzipation im heutigen Kapitalismus. Berlin Akademie-Verlag 1975
- Für und wider die Menschlichkeit Essays. Wien Globus-Verlag 1977
- Bedrohung und Zuversicht. Marxistische Essays Wien Globus-Verlag 1980
- Materie – Bewegung – kosmische Entwicklung Berlin Akademie-Verlag 1983 (con Hubert Horstmann)
- Ursprung und Entwicklung des Lebens Berlin Akademie-Verlag 1984 (con Rolf Löther)
- Lebewesen Mensch Berlin Akademie-Verlag 1985 (con Rolf Löther)
- Die menschliche Psyche Berlin Akademie-Verlag 1983 (con John Erpenbeck)
- Mensch und Gesellschaft Berlin Akademie-Verlag 1985 (con Alfred Arnold)
- Naturbild und Weltanschauung Berlin Akademie-Verlag 1985 (con Hubert Horstmann)
- Vorlesungen zur Dialektik der Natur Marburg Verlag Arbeit & Gesellschaft 1991